# Aaja Chemnitz Larsen
Aaja Chemnitz Larsen, född 2 december 1977 i Nuuk, är en grönländsk politiker och ledamot av Folketinget, Danmarks parlament. Hon har tidigare varit suppleant i Europarådets parlamentariska församling.[källa behövs]